# 8596 Alchata
8596 Alchata è un asteroide della fascia principale. Scoperto il 29 settembre del 1973 dall'Osservatorio di Monte Palomar. L'asteroide presenta un'orbita caratterizzata da un semiasse maggiore pari a 2,2223994 UA e da un'eccentricità di 0,0712978, inclinata di 5,40317° rispetto all'eclittica.